# Rúskaya stariná

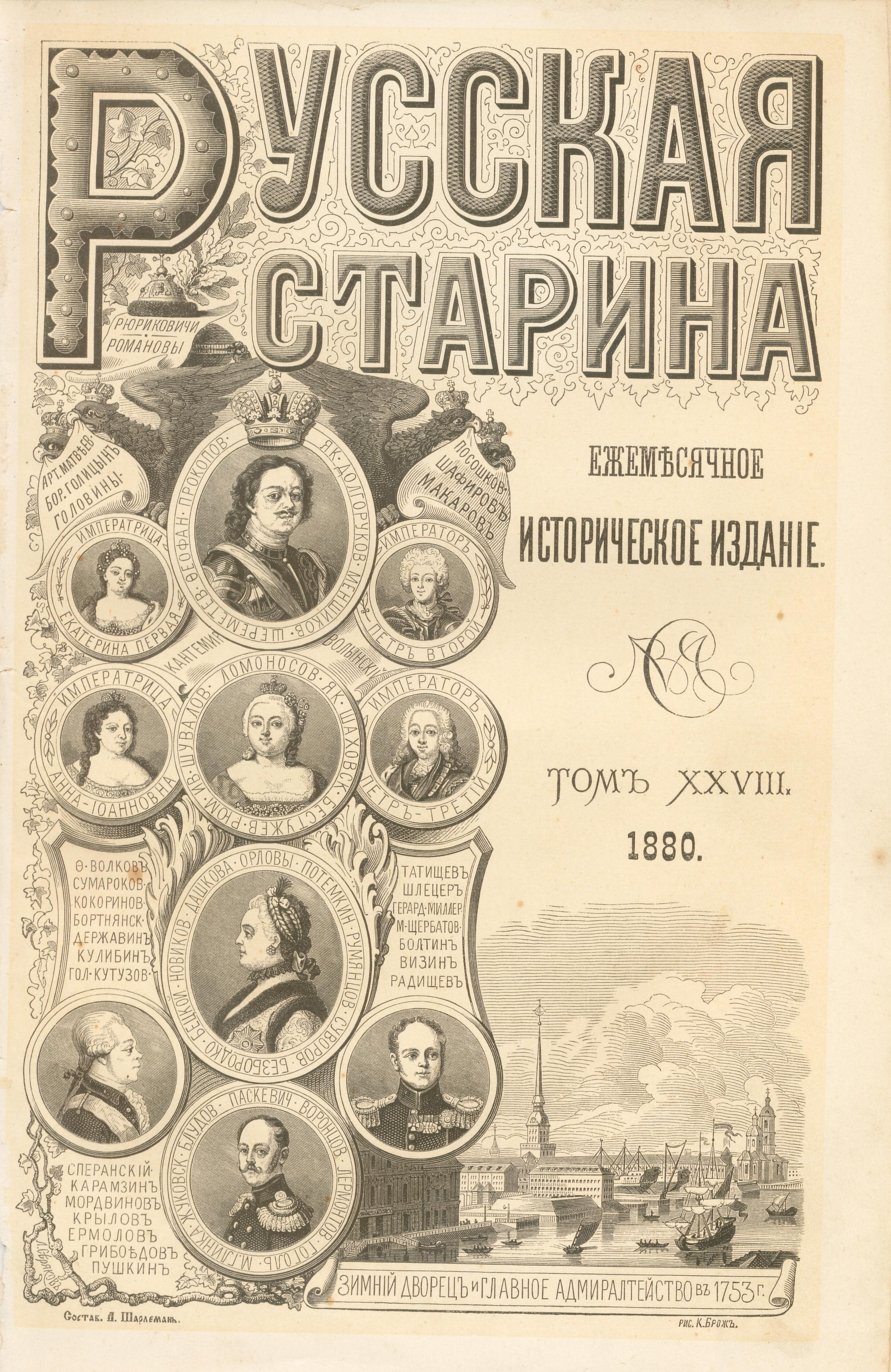
Portada de Rúskaya stariná de 1880.

Rúskaya stariná (en ruso: Ру́сская старинá) fue una publicación mensual de historia, fundada en San Petersburgo, Imperio ruso en 1870 por Mijaíl Semevski (aunque hasta 1877 no pudo publicarse con su nombre y aparecía su hermano Vasili Semevski). Fue cerrada en 1918.

## Historia
A caballo de los siglos XIX y XX aparecieron una serie de publicaciones periódicas de historia: Ruski Arjiv, Istoríscheski véstnik, Kiyévskaya stariná y Véstnik vsemirnói istorii, y un poco más tarde Byloye, Golós minuvshego Starye godyy otras. Este tipo de revistas se especializaban en la publicación de materiales inéditos, materiales "en crudo", que se habían acumulado hacia la década de 1870 en gran cantidad.
Una de las revistas más brillantes fue Stáraya stariná. El objetivo básico de la revista era servir a la elaboración de la historia rusa del tiempo más reciente, a partir de Pedro I, aunque se publicaran en algunas ocasiones materiales previos de antes de Pedro el Grande. Según sus anuncios, su objetivo era "poner en conocimiento de sus lectores el periodo imperial de la historia nacional y la historia de la literatura rusa".
Se dio especial importancia a las notas, las memorias, los diarios, autobiografías y similares, y Semevski no tuvo escrúpulos en lo cercanas en el tiempo que pudieran ser las notas. Las lecciones del pasado reciente eran para Semevski especialmente edificantes para el futuro, a pesar de que esto pudiera parecer ofensivo a los familiares de los afectados. Consiguió recoger de particulares materiales muy interesantes. El contenido de la publicación era muy variado. Semevki recolectaba los materiales, que no se reeditaban, no pasaban antes por la censura y se aspiraba a la reproducción completa y exacta de los textos. La estructura interior no estaba reglamentada, sino determinadas en secciones por temática. Fueron empleados por la revista conocidos historiadores e historiadores de la literatura, como Vasili Bilbasov, Iván Zabelin, Nikolái Kostomárov, Nikolái Shilder o Dmitri Ilovaiski. En el primer año de existencia de la revista el conocido escritor y poeta Mijaíl Longuínov (por entonces gobernador de Oriol) publicó una serie entera de artículos históricos bajo el título Noticias biográficas sobre algunos escritores rusos del siglo XVIII, donde ha sacado a la luz  hallazgos anteriormente desconocidos. Una gran variedad de los materiales impresos dio a la revista un amplio auditorio. Para el segundo año de edición, 1871, el número de suscriptores alcanzó los 3 500, y aumentó en los años posteriores, alcanzando los 6 000, imprimiéndose de media unas 5 000 copias anualmente. A pesar de su difusión, no producía ingresos, puesto que el editor se preocupaba constantemente de adquirir nuevos materiales, reponer el archivo y mejorar la revista. Su volumen se triplicó desde sus inicios, empezando a publicarse una serie de retratos grabados de personalidades rusas, que desde 1879 se convertirían en un anexo constante de cada volumen de la revista.
El miso Mijaíl Semevski, un gran historiador y periodista, poseía un don literario, que se refleja en los materiales por él preparados. Su esfera de intereses principal fue la historia rusa del siglo XVIII. Publicó su primer trabajo en la revista Moskvitianin. Al hacerse redactor jefe de Rúskaya stariná, su actividad literaria se centró en esta publicación. Tras su muerte el 9 de marzo de 1892, la publicación pasó a su mujer Ye. M. Semévskaya, y más tarde a Serguéi Zýkov. En el año de la muerte de su fundador, Rúskaya stariná tenía un déficit de 38.500 rublos, cubiertos con la venta de la revista, sus archivos y copias del año anterior, y todos los clichés.
En Rúskaya stariná, a diferencia de otras revistas, se trataban los temas históricos a expensas de las cuestiones de cultura, arte o la historia del movimiento liberal. En consecuencia la revista tenía una relación especial con la censura. Se prohibieron el diario de Wilhelm Küchelbecker, un capítulo de un artículo sobre Aleksandr Bulátov por elogiar a los decembristas) y la biografía de Nikolái Chernyshevski. A veces se hacían los cortes en las publicaciones según las consideraciones de la censura.
A pesar de la censura exterior y las enmiendas del redactor Semevski, la revista constituye una gran contribución al desarrollo de la cultura nacional. En el periodo tras la revolución muchos libros antiguos fueron destruidos, y en las bibliotecas rusas no se había conservado ni una colección completa de la revista.

## Redactores
El fundador y primer redactor fue Mijaíl Semevski. Más tarde ocuparían el cargo A. S. Lotsinski, Nikolái Shílder y Nikolái Dubrovin.

## Principales publicaciones
Entre los materiales que aparecieron en Rúskaya stariná, tienen especial importancia:
- Notas de Andréi Timoféyevich Bolótov que describen la vida cotidiana de la nobleza media rusa en el siglo XVIII (1870-1873, 1889, 1895);
- Notas de Mijaíl Garnovski que describen la corte y el gobierno de los tiempos de Catalina II (1876);
- Notas de Aleksandr Mijáilovich Turguénev sobre la misma época y sobre el reinado de Pablo I (1885-1887, 1889, 1895);
- Notas del senador Pável Púnich sobre Pugachovshchina (1870);
- Notas de Semión Poroshin, educador del gran príncipe Pablo Petróvich (1881);
- Notas del compañero de lucha del emperador Alejandro I, almirante Pável Chichágov (1883, 1886-88);
- Notas del jefe de la policía secreto del emperador Alejandro I, Yákov de Sanglen (1882-83);
- Notas de Gavril Dobrynin sobre la vida cotidiana del clero ruso (1880, 1882, 1884, 1888, 1892, 1894-1895);
- Memorias de Piotr Daragán, paje de cámara de la gran duquesa Aleksandra Fiodorovna, sobre la vida cotidiana cortesana de 1817-1820 (1875);
- Diario de Wilhelm KÜchelbeker (1875, 1883-1884, 1891);
- Autobiografía de Nikífor Murzakévich (1887-1889);
- Notas de Mijaíl Aleksándrovich Bestúzhev sobre los decembristas (1870, 1881); relacionados con las notas de Aleksandr Beliáyev (1880-81,1884-86), Dmitri Zavalishin (1881-82), Marvéi Muraviov-Apóstol (1886) y Polina Guiobl (1888);
- Memorias y los ensayos de Osip Przhetslavski, materiales para la historia de la censura rusa (1875 etc.);
- Notas de Iván Zhirkévich sobre el estado de la administración a finales del reino de Alejandro I y el comienzo del reino de Nikolay I (1890);
- Notas del senador Yákov Soloviov sobre la reforma campesina (1880-1884);
- Memorias de Tatiana Pásek Semejanza de la sociedad rusa 1810-62. (1872-1873, 1876-1879, 1882, 1886-1887).

Una gran contribución a la revista fueron las Notas y el Diario de Aleksandr Nikitenko (1888-1892) y también las Notas de Nikolái Pigorov (1884-1885, 1887).
Sobre la historia del arte se publicaron las notas de Mijaíl Glinka (1870), las memorias de Anton Rubinshtein (1889) y el famoso arquitecto Aleksandr Vitberg (1872), las autobiografías de Iván Pozhalostin (1881) y Lavrenti Seriákov (1875), las notas de Iván Aivazovski (1878, 1881), Fiódor Iordan (1891), Fiódor Sólntsev (1876), las memorias de Vasili Vasílievich Samóilov (1875), Piotr Karatyguin (1872-77, 1879), Leonid Lvóvich Leonídov (1886, 1888) y las notas de Liubov Kositskaya-Nikulina (1878), etc.
En las páginas de Rúskaya stariná se publicaron los pensamientos, misivas, el epigrama de Kondrati Ryléyev, la fábula de Iván Krylov, Iván Jemnítser, Aleksandr Yefímovich Izmáilov, la poesía del conde Alekséi Konstantínovich Tolstói, Yákov Kniazhnín, Aki Najímov, Konstantín Bátiushkov, el barón Antón Delvig, Mijaíl Rosenheim, Vasili Zhukovski, Mijaíl Yúrievich Lérmontov, Aleksandr Odóyevski, Wilhelm Küchelbeker y Yevgueni Baratynski, las estrofas redescubiertas de Eugenio Oneguin y Almas muertas.
Se imprimieron autobiografías y correspondencia de escritores rusos, bajo la redacción de Piotr Aleksándrovich Yefrémov. Los artículos y las investigaciones sobre las cuestiones de la historia rusa más reciente fueron realizadas por el propio Semevski, Bilbasov, A. P. Brikner, el príncipe N. S. Golitsyn, Ilovaiski, P. I . Kartsov, el barón Nikolái Aleksándrovich Korf, Nikolái Kostomárov, I. I. Oreus, A. N. Petrov, V. Semevski o Shilder.

## Reediciones
La serie completa de la revista fue reeditada por primera vez en 2008 en San Petersburgo por la editorial "Alfaret". La reedición se hizo con una encuadernación compuesta de vinilo con estampado en oro. Los expertos escogieron el papel más apto para reproducir la cubiertas, las portadas y el bloque interior de la revista. Se ha conservado el formato original 150х240 mm. La tirada ha sido de 100 copias. Al mismo tiempo por primera vez fueron reeditados:
1. El complemento a la revista «Rúskiye deyateli v protretaj», que incluye a personalidades destacadas rusas: historiadores, críticos literarios y críticos de arte. Para la reproducción es usada el mismo tipo de encuadernación. Se conservó el formato original: 150х240 mm, tirada: 100 copias.
2. Los índices del contenido de la revista Rúskaya stariná. Encuadernación de vinilo. Formato: 150х240 mm, tirada: 100 copias.